# Hugo Nostic
Hugo Maria hrabě z Nostic-Rienecku, též Nostitz-Rieneck (14. června 1814, Měšice – 24. ledna 1884, Praha) byl český a rakouský šlechtic z českého hraběcího rodu Nosticů. Působil jako politik, poslanec Českého zemského sněmu.

## Biografie
Narodil se jako syn Bedřicha Jana z Nostic-Rienecku z vlivného rodu Nosticů a jeho manželky Anny Nancy Perez Bourdet.
V 60. letech se zapojil i do vysoké politiky. V doplňovacích volbách v listopadu 1866 byl zvolen na Český zemský sněm, kde zastupoval kurii velkostatkářskou, nesvěřenecké velkostatky. Mandát zde obhájil i v řádných zemských volbách v lednu 1867. Na sněm se vrátil v volbách v roce 1870. Patřil ke Straně konzervativního velkostatku, která podporovala české státní právo a spolupracovala s Národní stranou (staročeskou).
Hugo z Nostic působil jako velkostatkář. Vlastnil statky Hřebečníky a Slabce. Byl předsedou spolku pro podporování pražských chudých a členem správní rady Dráhy císaře Františka Josefa. Od roku 1855 působil i jako člen Vlastenecko-hospodářské společnosti.
Zemřel po delší nemoci v lednu 1884.

### Rodina
V červnu 1849 se jeho manželkou stala hraběnka Marie Kristýna z Clam-Martinic. Ta byla sestrou předních českých šlechtických politiků Jindřicha Jaroslava Clam-Martinice a Richarda Clam-Martinice. S měli čtyři děti:
- 1. Karel Ervín Maria (22. 6. 1850 Smečno – 2. 10. 1911 Planá), c. k. komoří, nadporučík a poslanec, manž. 1874 Marie Anna Karolína z Nostic-Rienecku (30. 4. 1853 Praha – 17. 10. 1928 Planá)[9]
- 2. Selina (1. 1. 1852 Praha – 4. 12. 1888 tamtéž), manž. 1874 Albert Nostic-Rieneck (19. 4. 1843 Praha – 3. 2. 1929 Vídeň)[9]
- 3. Jindřich Maria (8. 7. 1854 Slabce – 21. 8. 1895 Štýrský Hradec), manž. 1885 Marie Žofie Chotková z Chotkova a Vojnína (24. 8. 1855 Velké Březno – 22. 12. 1941 tamtéž)[9]
- 4. Robert (18. 3. 1856 Slabce – 16. 7. 1929 Řezno), duchovní pražské arcidiecéze[5] [9]